# Municipio de Lenteji
El municipio de Lenteji (en georgiano: ლენტეხის მუნიციპალიტეტი) es un municipio de Georgia perteneciente a la región de Racha-Lechjumi y Baja Esvanetia. El área total del municipio es 1344 kilómetros cuadrados (519 mi²) y su centro administrativo es la ciudad de Lenteji. La población era 4.386, según el censo de 2014.

## Geografía
Lenteji limita con los municipios de Mestia al norte y oeste, Tsageri, Ambrolauri y Oni en el este y sureste; Chjorotsku y Martvili en el sur.
El territorio del municipio es montañoso, con relieve montañoso medio y alto. La cuenca principal del Cáucaso se encuentra dentro del municipio, bordeada por las cordilleras de Svaneti, Lechjumi y Egrisi.
El río Tsjenistskali y sus afluentes fluyen en el territorio del municipio como son los ríos Jeledula, Laskadura, Zesjo, Leusher, Jopuri y otros. 

## Historia
La región de Baja Esvanetia se formó en 1929 como parte del distrito de Kutaisi, desde 1930 ha estado directamente subordinada a la RSS de Georgia. En 1951-1953 formó parte de la región de Kutaisi. El 29 de mayo de 1953, pasó a llamarse distrito de Lenteji.

## Política
La asamblea municipal de Lenteji (en georgiano: ლენტეხის საკრებულო, romanizado: Lenteji Sakrebulo) es un órgano representativo en el municipio de Lenteji, que consta de 21 miembros que se eligen cada cuatro años. La última elección se llevó a cabo en octubre de 2021. Gia Oniani del Sueño Georgiano (GD) fue elegido alcalde.
| Partido político | Partido político                       | 2017 | 2021 |
| ---------------- | -------------------------------------- | ---- | ---- |
|                  | Sueño georgiano                        | 16   | 13   |
|                  | Movimiento Nacional Unido              | 2    | 1    |
|                  | Partido Popular                        |      | 1    |
|                  | Lelo por Georgia                       |      | 1    |
|                  | Para Georgia                           |      | 1    |
|                  | Georgia Europea                        | 1    | 1    |
|                  | Ciudadanos                             |      | 1    |
|                  | Constructor de Estrategia              |      | 1    |
|                  | Georgia Libre                          |      | 1    |
|                  | Alianza de los Patriotas de Georgia    | 1    |      |
|                  | Movimiento Democrático - Georgia Unida | 1    |      |
|                  | Independiente                          | 1    |      |
| Total            | Total                                  | 23   | 21   |

## División administrativa
El municipio consta de 7 comunidades administrativas (temi), y hay una pequeña ciudad, Lenteji.

## Demografía
El municipio de Lenteji ha tenido una disminución de población desde 1959, teniendo hoy poco más del 28% de los habitantes de entonces. 
| Municipio de Lenteji                                                   | - | - | - | 10 814 | 14 692 |  |      | 11227 | 8991 | 4386 | 4000 |
| Ciudad de Lenteji                                                      | - | - | - | 1000   | 854    |  | 1873 | 1995  | 1739 | 947  | 1008 |
| Datos: Estadística de población de Georgia desde 1897 hasta hoy. Nota: |   |   |   |        |        |  |      |       |      |      |      |

La población está compuesta por un 99% de georgianos. Según el censo de 2014, el 87,3% de la población del municipio vive en aldeas.
|              | 1939      | 1939       | 1959      | 1959       | 2002      | 2002       | 2014      | 2014       |
| Grupo étnico | Población | Porcentaje | Población | Porcentaje | Población | Porcentaje | Población | Porcentaje |
| ------------ | --------- | ---------- | --------- | ---------- | --------- | ---------- | --------- | ---------- |
| Georgianos   | 10 528    | 97,4%      | 13 884    | 94,5%      | 8942      | 99,46%     | 4382      | 99,91%     |
| Rusos        | 225       | 2,1%       | 76        | 0,5%       | 15        | 0,17%      | 2         | 0,04%      |
| Ucranianos   | 225       | 2,1%       | 25        | 0,2%       | -         | -          | -         | -          |
| Abjasios     | -         | -          | -         | -          | 9         | 0,10%      | 1         | 0,02%      |
| Azeríes      | -         | -          | 409       | 2,8%       | 21        | 0,23%      | -         | -          |
| Armenios     | 4         | 0,1%       | 232       | 1,6%       | -         | -          | -         | -          |
| Griegos      | 1         | 0,1%       | 45        | 0,3%       | -         | -          | -         | -          |
| Osetios      | 2         | 0,1%       | 1         | 0,1%       | -         | -          | -         | -          |
| Judíos       | 2         | 0,8%       | -         | -          | -         | -          | -         | -          |
| Alemanes     | 11        | 0,1%       | -         | -          | -         | -          | -         | -          |
| Otros        | -         | -          | -         | -          | -         | -          | 1         | 0,02%      |
| Total        | 10 814    | 100%       | 14 692    | 100%       | 8991      | 100%       | 4386      | 100%       |

## Economía
El campo principal es la ganadería. El maíz, las patatas y las legumbres se cultivan a partir de cultivos agrícolas. También se dedican a la jardinería. Existen pequeñas empresas de diferentes perfiles en el municipio y un balneario de importancia local en Muashi.

## Infraestructura

### Arquitectura y monumentos
Los monumentos históricos en el territorio del municipio son la iglesia de Yajunderi (siglo X), la iglesia de Chukuli (Targzel, siglos IX-X), la iglesia de Tekali (siglos X-XI), las ruinas de la fortaleza de Dadiani en Lenteji, las torres svan de Lexuri, la iglesia de Tvibisa o la iglesia de Skald.

### Transporte
El único eje de tráfico del municipio es la carretera nacional შ15, que sigue el río Tsjenistskali procedente de Kutaisi a través de Tskaltubo (donde se encuentra la estación de tren más cercana) y Tsageri. El camino hasta Alta Esvanetia, municipio de Mestia, no es transitable en invierno, dependiendo de las condiciones de la nieve. 

## Galería

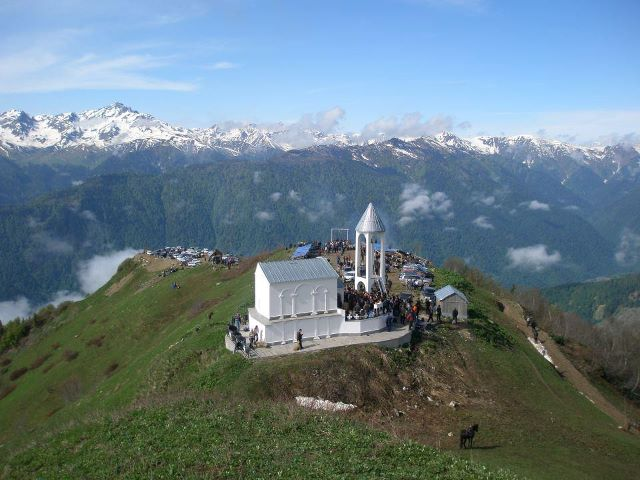
Iglesia sobre Lenteji
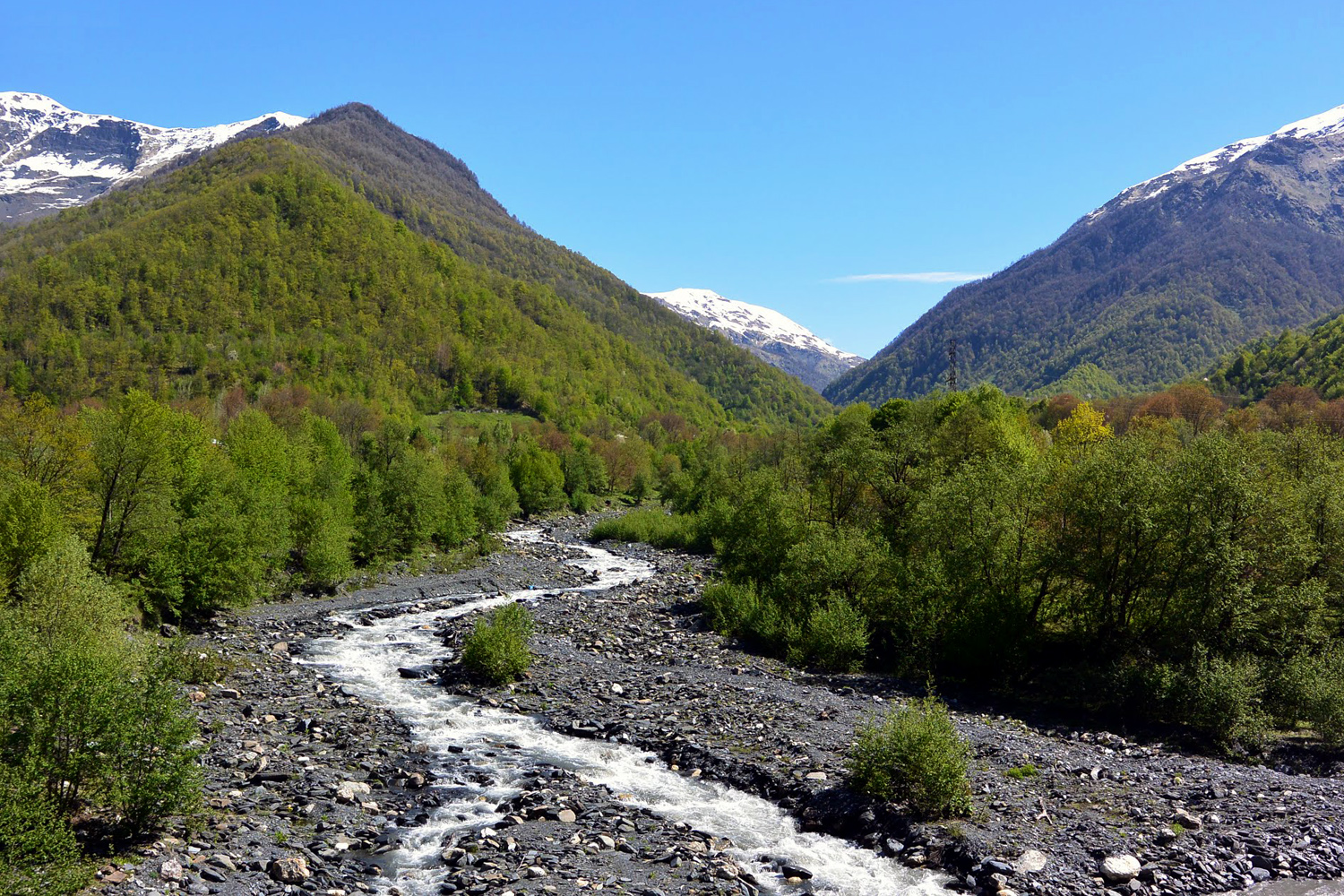
Río Jeshkuri
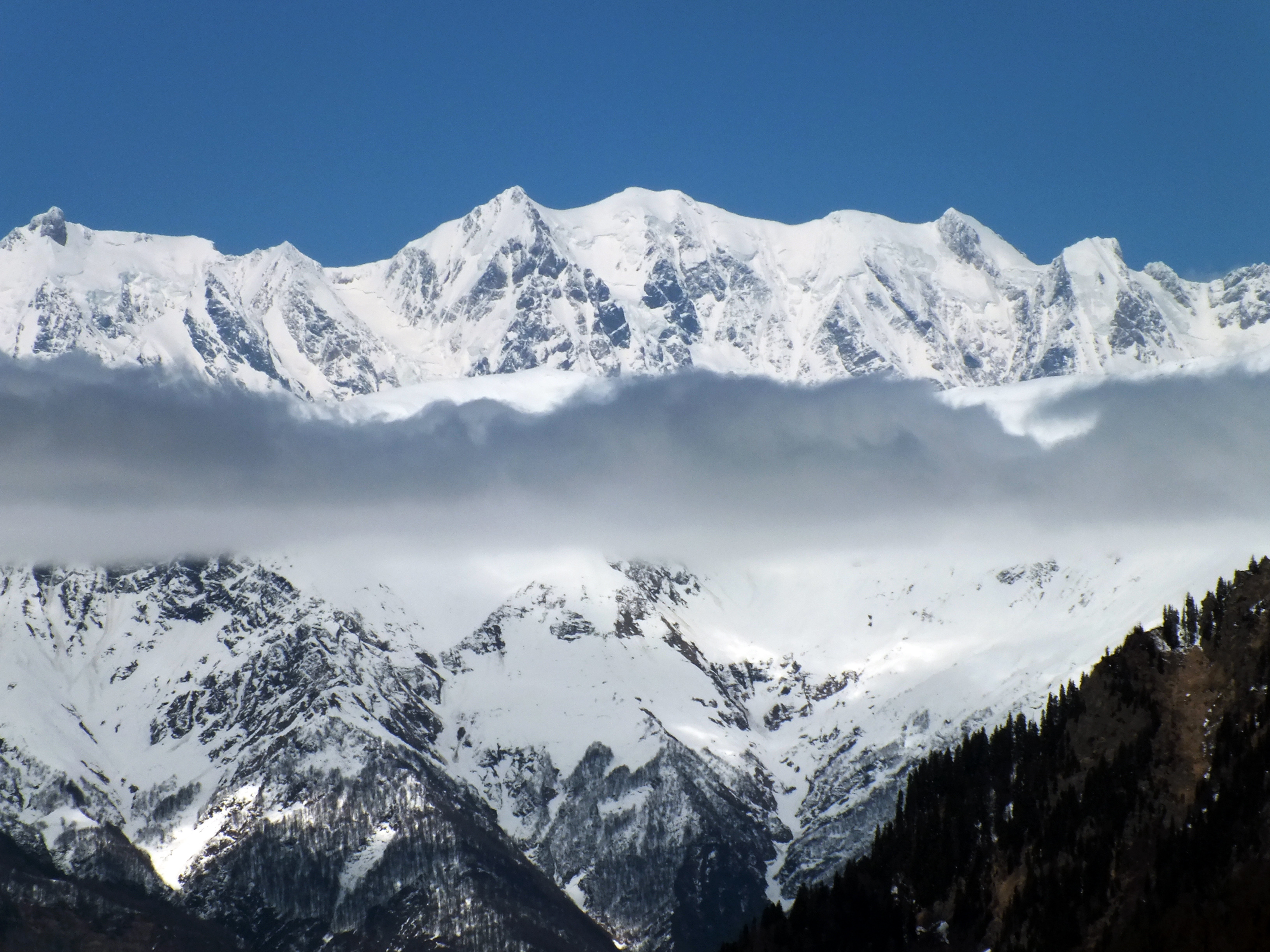
Vista de las montañas desde Lenteji